# آهن (فیلم ۱۹۸۷)
آهن (به هندی: Loha) فیلمی محصول سال ۱۹۸۷ و به کارگردانی راج ان. سیپی است. در این فیلم بازیگرانی همچون درمندرا، مانداکینی، شاتورگان سینها، مادهوی، کاران کاپور، جوگال هانسراج، قادرخان، راضا مراد، آنجان سیرواستاو ایفای نقش کرده‌اند.